# Aix-Noulette
Aix-Noulette település Franciaországban, Pas-de-Calais megyében. Lakosainak száma 3915 fő (2022. január 1.). Aix-Noulette Bully-les-Mines, Ablain-Saint-Nazaire, Liévin, Sains-en-Gohelle, Souchez, Angres és Bouvigny-Boyeffles községekkel határos.

## Népesség
A település népességének változása:
| Lakosok száma | 3909 | 3924 | 3945 | 3906 | 3915 | 3923 | 3917 | 3913 | 3915 |
|               | 2013 | 2015 | 2016 | 2017 | 2018 | 2019 | 2020 | 2021 | 2022 |